# Chelan Simmons
Chelan Simmons (* 29. Oktober 1982 in Vancouver, British Columbia) ist eine kanadische Schauspielerin und ehemaliges Model.

## Karriere
Chelan Simmons besuchte bereits im Alter von fünf Jahren einen sechswöchigen Schauspiel- und Modelkurs, als Aufnahmekriterium einer Schauspielagentur. Sie wirkte anfangs in Werbeaufnahmen und Werbespots mit, als sie 1990 ihr Leinwanddebüt als Schauspielerin in Stephen Kings Es gab. Seitdem hatte sie Gastauftritte in einigen Fernsehserien und spielte auch in diversen Film- und Fernsehproduktionen. Am bekanntesten ist sie für ihre Rolle der Ashley Freund in Final Destination 3.

## Filmografie (Auswahl)
- 1990: Stephen Kings Es (Stephen King’s It, Fernsehzweiteiler)
- 2002: Carrie (Fernsehfilm)
- 2004: Snakehead Terror
- 2005: Supernatural (Fernsehserie, Folge 1x05 Bloody Mary)
- 2005: Chupacabra – Dark Seas (Chupacabra Terror)
- 2005: Mein verschärftes Wochenende (The Long Weekend)
- 2005: Stargate Atlantis (Fernsehserie, Folge 2x15)
- 2006: Final Destination 3
- 2006: Dr. Dolittle 3
- 2007: Der eisige Tod (Wind Chill)
- 2007: Der Glücksbringer (Good Luck Chuck)
- 2006–2009: Kyle XY (Fernsehserie, 28 Folgen)
- 2008: Monster Village – Das Dorf der Verfluchten (Ogre)
- 2009: Shark Attack – Sie lauern in der Tiefe! (Malibu Shark Attack)
- 2009: Ice Twisters (Fernsehfilm)
- 2010: Percy Jackson – Diebe im Olymp (Percy Jackson and the Olympians: The Lightning Thief)
- 2010: Tucker and Dale vs Evil
- 2010: Mr. Young (Fernsehserie, Folge 3x09)
- 2012: How I Met Your Mother (Fernsehserie, Folge 8x09)
- 2012: The L.A. Complex (Fernsehserie, 8 Folgen)
- 2013: Hannibal (Fernsehserie, Folge 1x02)
- 2013: Christmas Bounty (Fernsehfilm)
- 2014: Wedding Planner Mystery (Fernsehfilm)
- 2014: See No Evil 2
- 2014: A Christmas Tail (Fernsehfilm)
- 2015: Her Infidelity (Fernsehfilm)
- 2015: Mistresses (Fernsehserie, Folge 3x08)
- 2016: Operation Christmas (Fernsehfilm)
- 2017: Coming Home for Christmas (Fernsehfilm)
- 2023: Assassin’s Fury